# جيم مكنمارا
جيم مكنمارا (بالإنجليزية: Jim McNamara)‏ هو لاعب كرة قاعدة أمريكي، ولد في 10 يونيو 1965 في ناشوا في الولايات المتحدة.